# Kingdom of Madness (Edguy)
Kingdom of Madness è il secondo album della power metal band Edguy.

## Tracce
1. Paradise
2. Wings of a Dream
3. Heart of Twilight
4. Dark Symphony
5. Daedmaker
6. Angel Rebellion
7. When a Hero Cries
8. Steel Church
9. The Kingdom

## Formazione
- Jens Ludwig – chitarra
- Tobias Sammet – voce, basso, tastiera
- Dirk Sauer – chitarra
- Dominik Storch – batteria